# 十條站 (近鐵)
十條站（日语：／ Jūjō eki */?）是位於日本京都府京都市南區西九條柳，屬於近畿日本鐵道（近鐵）京都線的車站。車站編號為B03。

## 歷史
- 1928年（昭和3年）11月15日 - 奈良電氣鐵道京都 - 桃山御陵前間開通時啟用[1]。
- 1963年（昭和38年）10月1日 - 因為公司合併而屬於近畿日本鐵道的車站[1]。
- 1998年（平成10年）10月3日 - 竹田 - 東寺間的連續高架化工程，下行方向高架化[2]。
- 1999年（平成11年）11月27日 - 上行方向也高架化。
- 2007年（平成19年）4月1日 - 開始通用PiTaPa[3]。

## 車站構造
本站為擁有1面2線的島式月台的高架車站。月台的有效長度為6輛車廂。驗票閘口和車站大廳在1樓，月台則位於2樓。

本站是由京都站負責管理，並且有職員服務的車站。站內設有適用PiTaPa・ICOCA的自動售票機和自動精算機（適用回數券票卡或IC卡付費）。

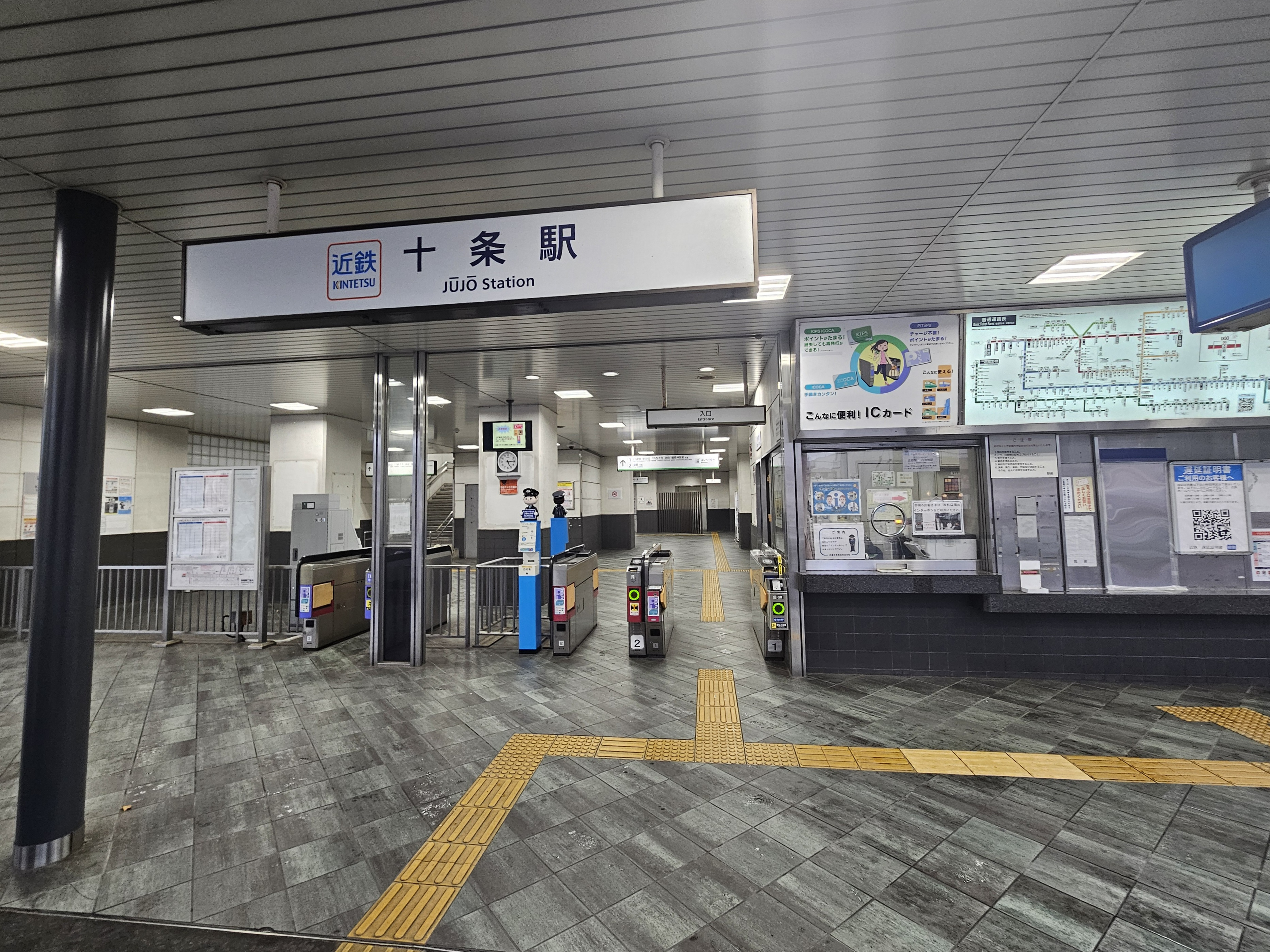
驗票閘口（2025年6月）
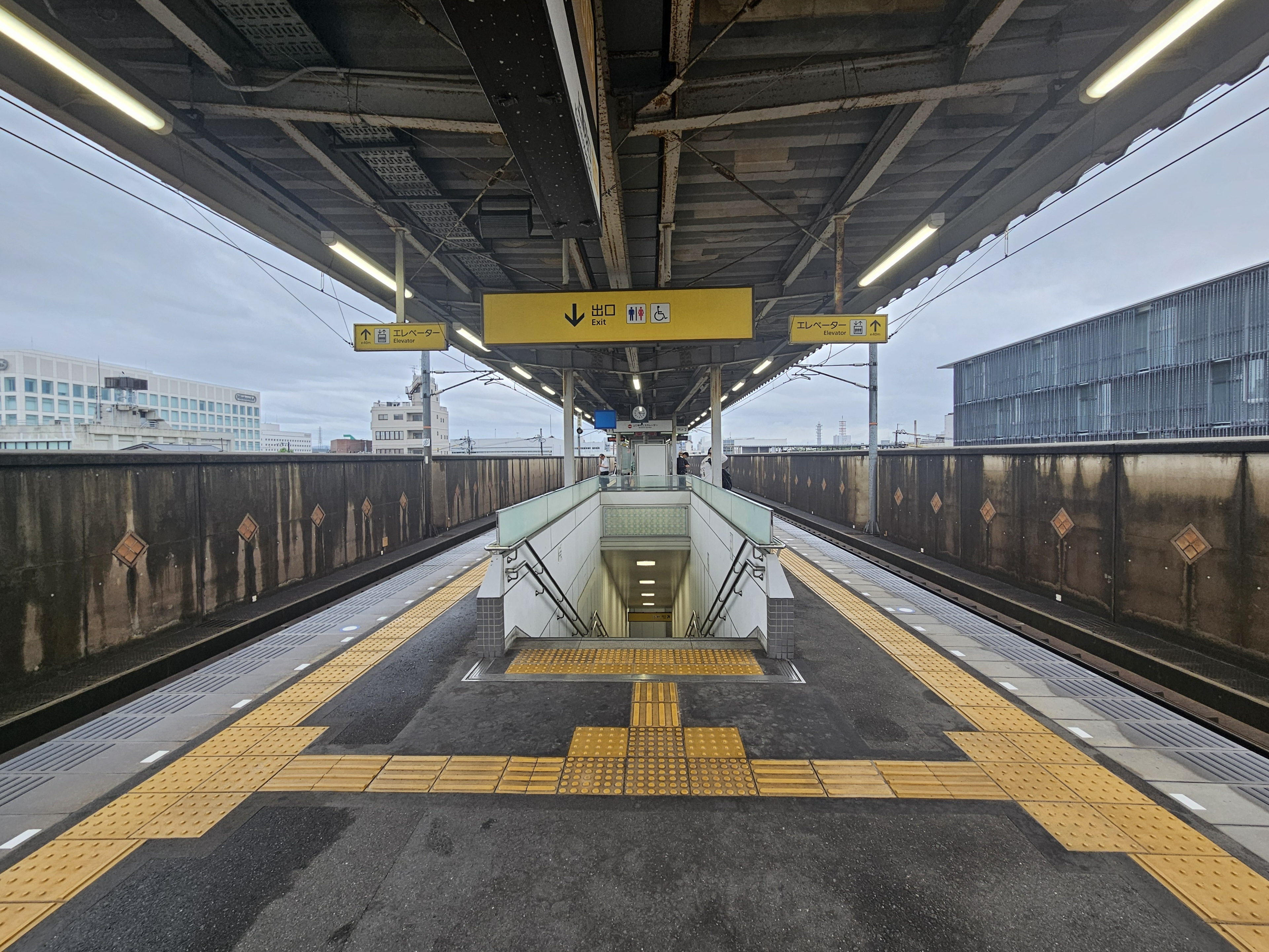
月台（2025年6月）

### 月台配置
| 月台 | 路線   | 方向 | 目的地                                           |
| ---- | ------ | ---- | ------------------------------------------------ |
| 1    | 京都線 | 下行 | 丹波橋、新田邊、大和西大寺、奈良、橿原神宮前方向 |
| 2    | 京都線 | 上行 | 京都方向                                         |

## 使用情況
根據近年來該車站的1日平均搭乘人數的調査結果如下。
- 2015年11月10日：6,050人
- 2012年11月13日：4,685人
- 2010年11月9日：4,644人
- 2008年11月18日：4,891人
- 2005年11月8日：4,731人

## 車站周邊
- 京都市南區役所
- 京都十條郵便局
- 十條通（京都市道181號京都環狀線）
- 上鳥羽公園
- SG控股總公司
- 佐川急便總公司・京都店
- 任天堂總公司開發棟
- TOWA本社
- 西村製作所（天體望遠鏡製造企業）
- 南警察署（2015年遷移到車站西側的十條通上）

### 公車
最接近的公車站牌是從車站徒步2分、十條通上的十条油小路口。有以下路線可搭乘。
- 16系統：往京都車站八條口／ 往京都車站
- 京阪公車的京都直Q直達公車

## 相鄰車站
近畿日本鐵道
 京都線
■急行、■準急
通過
■普通
東寺（B02）－十條（B03）－上鳥羽口（B04）

## 外部連結
- 十條 - 近畿日本鐵道